# Jahja Muhammad Hamid ad-Din

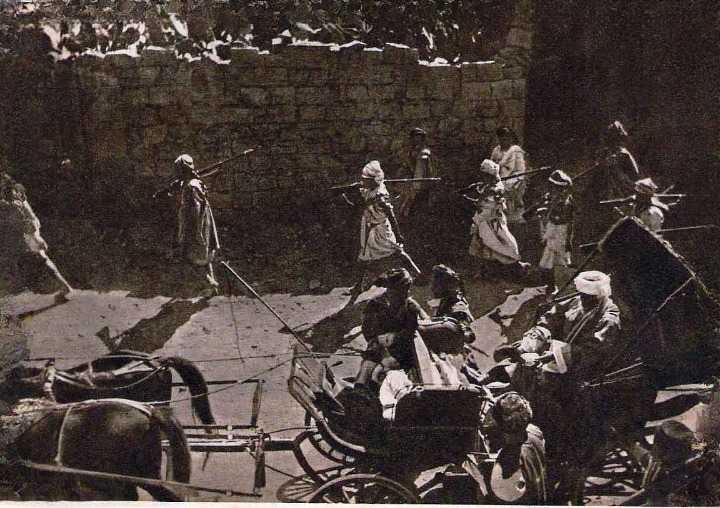
Imam i jemeńscy żołnierze w Sanie.

Jahja Muhammad Hamid ad-Din (Imam Jahja, Jahja Ibn Muhammad; 1869 – 1948) – imam zajdytów od 1904, król Jemenu od 1926.
Jego władza była początkowo nieuznawana przez Turcję sprawującą nominalne zwierzchnictwo nad terenami Północnego Jemenu, wybuchła więc wojna. W 1911 podpisano pokój w którym Turcja, zagrożona innymi konfliktami, uznała władzę imama. W trakcie I wojny światowej współpracował z Brytyjczykami, wykorzystał też sukces arabskiej rewolty. Po klęsce Turcji w 1918 Jemen Północny został niezależnym państwem, a Sana jego stolicą. Tereny Jemenu Południowego pozostały pod panowaniem Brytyjczyków, pomimo starań imama o reunifikację kraju. W 1926 Jahja koronował się na króla. Jako pierwszy ten ruch uznały Włochy, z którymi Jemen podpisał traktat o przyjaźni.  W 1934 Jemen toczył wojnę z rodem Saudów, którą zdecydowanie przegrał. Od 1946 nasiliła się działalność opozycji i w 1948 roku król został zastrzelony przez jednego z przywódców plemienia Murad. W wyniku zamachu stanu władzę nad znaczną częścią kraju na krótko przejął Sajjid Abd Allah al-Wazir, został jednak obalony wkrótce przez syna Jahji – Ahmada.